# Louis d'Aubusson (évêque)
Pour les articles homonymes, voir Louis d'Aubusson.
Louis d'Aubusson (mort en septembre 1471) est un ecclésiastique qui fut évêque d'Alet de 1454 à 1455 puis évêque de Tulle de 1454 à 1471.

## Biographie
Louis d'Aubusson est issu de l'ancienne lignée des vicomtes d'Aubusson. Il est le 3e fils de Rainaud, seigneur du Monteil puis de La Borne et de Marguerite de Comborn. Il est le frère d'Antoine d'Aubusson, de Pierre d'Aubusson, grand-maitre de Ordre de Saint-Jean de Jérusalem, de Hugues d'Aubusson, évêque de Tulle et de Guichard d'Aubusson, successivement évéque de Couserans, Cahors puis de Carcassonne. 
Après la mort de son frère l'évêque Hugues d'Aubusson, le chapitre de Tulle se divise en septembre sur le choix de son successeur. Sur vingt-sept de ses membres, dix-sept se prononcent pour Louis d'Aubusson, un moine bénédictin, frère du défunt qui venait d'être nommé évêque d'Alet, pendant que neuf votes se portent sur Guichard de Comborn, abbé de Saint-Pierre d'Uzerche et cousin de Louis. L'élu de la minorité soutenu par le prévôt de Tulle, porte l'affaire devant l'archevêque de Bourges qui le déboute en septembre 1454 puis devant le Saint-Siège où le pape Calixte III confirme le précédent jugement le 2 mai 1455. Louis d'Aubusson renonce à son évêché d'Alet et le roi Charles VII est obligé d'intervenir par mandement le 7 juin 1456 pour que Guichard de Comborn accepte finalement de renoncer au siège épiscopal moyennant une pension à vie de 300 livres. Louis d'Aubusson meurt en septembre 1471. Il est inhumé aux côtés de son frère dans la cathédrale Notre-Dame de Tulle.